# Salomos psalmer
Salomos psalmer (ej att förväxla med Salomos sånger) är en samling judiska psalmer som räknas till pseudepigraferna. 
Texterna återfinns i åtta manuskript från 1000- till 1400-talet som är grekiska översättningar från ett förlorat hebreiskt eller arameiskt original, troligen från första eller andra århundradet före Kristus. Från början var de förmodligen separata, skrivna av olika författare i olika tider. Psalmerna är 18 till antalet.